# 朱聰𣷾
溧阳荣定王朱聪𣷾（1479年—1557年3月9日），明朝代惠王朱成鍊的庶五子；明太祖子代简王朱桂玄孙。第一代溧阳王。

## 生平
成化十八年（1482年）十一月赐名。
弘治三年（1490年），朱聰𣷾受封为溧阳王。十一月，命朱聰𣷾每年支用一千石禄米。
弘治八年（1495年）十一月，因朱聰𣷾所请，赐《四書大全》《為善陰騭》二書。
弘治十年（1497年）十一月，明孝宗御奉天殿，传诏遣陽武侯薛倫、懷寧侯孫泰、會昌侯孫銘、永順伯薛勛、成安伯郭寧、廣寧伯劉佶、清平伯吳琮、武平伯陳勛、興安伯徐盛、豐潤伯曹愷、懷柔伯施瓚、武進伯朱潔、工部左侍郎曾鑑、通政使司左通政毛倫為正使，尚寶司卿楊泰、鴻臚寺少卿孫繩、吏科左給事中魏玒、戶科給事中李祿、刑科右給事中王洧、中書舍人陳瑞、張克恭、戶部郎中張濂、王琰、兵部員外郎李浩、刑部郎中趙寬、員外郎于鳳喈、主事童琥、工部郎中張壽為副使，冊封北城兵馬副指揮侯祥的女兒為溧陽王妃。
嘉靖二年（1523年）七月，朱聰𣷾和三哥乐昌王朱聰涓、四哥吉阳王朱聰注请求加封生母侯夫人。明世宗下诏准许，进封侯夫人为代惠王次妃，他人不得引以为例。
嘉靖三十六年（1557年）二月，朱聰𣷾去世，按例赐祭葬。
嘉靖四十年（1561年）十月，朱聰𣷾的嫡次子朱俊椐受册袭封溧阳王。

## 评价
- 《弇山堂别集》卷074：寵祿光大，純行不爽。